# Lagstiftning om pornografi

Karta gällande lagstiftning kring pornografi
Pornografi lagligt, med få begränsningar
Pornografi lagligt, med många begränsningar
Pornografi olagligt
Information saknas

Lagstiftning om pornografi varierar från land till land, från tillåtande till totalförbud för all erotica. Ofta finns reglering eller förbud mot skildringar av våld, sex med djur (skildring av tidelag) eller minderåriga. I många länder är bland annat skildringar av homosexualitet olagliga.

## Översikt
Lagstiftning för produktion och distribution av pornografi varierar starkt mellan olika delar av världen. I de flesta delar av västvärlden är det mesta lagligt, medan framför allt muslimska länder som Iran och Saudiarabien har hårda restriktioner. I praktiken behöver effektiva regleringar på 2020-talet vara landsöverskridande, eftersom internet tagit över den mesta delen av porrkonsumtionen. Många länder med förbud mot pornografiskt material har infört – mer eller mindre effektiva – internetfilter, och i Kina är det känt som "Den stora brandväggen".
I allmänhet accepteras pornografi som en angelägenhet för vuxna. Därför finns ofta åldersrestriktioner, motsvarande reglerna kring tobak och alkohol, som begränsar minderårigas tillgång till pornografi. På gratissajter på internet, där olika länders lagar har begränsad räckvidd, är det dock svårt att separera konsumenter efter ålder, och de förekommande åldersrestriktionerna är föga mer än en inledande varningsskylt. De brittiska försöken 2019 att införa en hårdare ålderskontroll visade sig vara svåra att genomföra i praktiken och avbröts därför.

## Olika länder

### Nord- och Sydamerika
Brasilien: Barnpornografi är olagligt. Vanlig porr är laglig, men får inte säljas till personer under 18 år.

### Europa

#### Finland
Barnporr är förbjudet i Finland, men porr tillåts för personer över 15, hårdporr för personer över 18. Porrtidningar kan säljas överallt.

#### Island
I Island finns speciell lagstiftning, och landet hade kanske passat bättre som gul på kartan. Att landet har tilldelats en röd färg kan bero på att det i landet är förbjudet att, vad gäller pornografi; sälja, distribuera, visa upp, upplåta, med mera materialet i fysisk form. Försök (i form av ett skrotat lagförslag) har gjorts att även begränsa porren på internet men har misslyckats. Utöver det bryr sig ingen om lagen, inklusive den isländska polisen.

#### Sverige
Sverige har en relativt tillåtande lagstiftning kring pornografi. Inga lagstiftade åldersgränser för köpare finns, och Statens biografbyrå (som hanterar den svenska filmcensuren) har att välja mellan att sätta femtonårsgräns eller totalförbjuda filmen som förråande. Emellertid vänder sig distributörer inte till tonåringar, eller ens någon oombedd, och tv-kanaler brukar erbjuda innehållsfilter för "erotiska" filmer samt rekommenderar en artonårsårsgräns. Under 2010-talet har ämnet tagits upp i ett antal motioner i Sveriges riksdag, men någon skärpning av det befintliga regelverket kring pornografi har (2021) ännu inte genomförts. Det finns ett brott i Sverige som heter Otillåtet förfarande med pornografisk bild, och spridande av våldspornografi klassas olaga våldsskildring.
Barnpornografi är olagligt i Sverige, orealistiskt tecknad manga/hentai av genren lolikon (och shotakon) är undantaget förbudet (se mangamålet). Tanken är att man inte får kunna missta en avbildning för en riktig individ som blir utsatt för ett riktigt övergrepp.  
Den största majoriteten av manga är orealistisk där kroppsliga proportioner oftast överdrivs eller underdrivs, det är lite det som är poängen med konstformen. Undrar man varför majoriteten av de mer kända vuxenmangasidorna på nätet är tillgängliga i Sverige är det här anledningen till det (då de annars skulle vara blockerade ifall de ansetts strida mot någon lag). 
Enligt upphovsrättslagen (1960:729 se avsnittet "lagens tillämpningsområde") så erkänns inte de verk som utesluter Sverige (eller en svensk medborgare) vid dess lansering som skyddsvärda. Något som också sannolikt leder till att man inte blockerat vuxenmangasidor, då det inte ansetts finnas någon skyddsvärd upphovsrätt att försvara. Detta eftersom manga först släpps i Japan och inte finner en global publik förrän den översatts till engelska (något en översättare antingen gör lagligt eller olagligt beroende på sammanhanget men ifall översättningen skett lovligt eller inte innan verket uppgick i en databas på webben är omöjligt att avgöra utan direkt insyn i hur den enskilda boken nådde webbsidan).
Skildringar av sexuella handlingar med djur är fullt lagliga, såvida skildringen inte sprids. I vilket fall det skulle kunna räknas som olaga våldsskildring. Lagändringen år 2018 (djurskyddslag 2018:1192) kriminaliserade endast handlingen att förgripa sig på ett djur (10§: Det är förbjudet att genomföra sexuella handlingar med djur.) och lämnade pornografilagstiftningen på området oförändrad. 
Skildringar av våld utan samtycke, liksom av våld efter samtycke men grövre än motsvarande ringa misshandel kan vara förbjudet att sprida samt att visa för annan. I princip allt med inslag av våld eller hårdhänthet är generellt osäker att visa för andra människor enbart för sakens skull, det gör dock materialet i sig varken olagligt att inneha eller betrakta såvida materialet inte bryter mot annan lag. 
Sverige har inte heller någon åldersgräns på att ta del av pornografi. Förvisso finns det en äldre lag angående vad biografer får sända och till vilka åldersgrupper men den lagen gick av naturliga skäl inte att applicera på internet.

### Asien
Flertalet övriga länder i Asien har restriktiv lagstiftning. Såsom Kina med sin ökända brandvägg, men det är omtvistat om innehav av pornografi i landet överhuvudtaget straffas. Samt i så fall hur hårt det egentligen straffas.

#### Japan
Lagarna är relativt liberala i Japan. Barnpornografi är däremot förbjudet att framställa och sprida sedan 1999 men blev först år 2014 olagligt att även inneha, undantaget då tecknad manga och hentai av lolikon eller shotakon genre.   
Grövre hentai (vuxenmanga) av vilken genre som helst får inte säljas till någon under arton år, om det rör sig om hentai måste detta framgå på bokens framsida (västerländska böckers baksida, med andra ord). Detta förbud mot försäljning till minderåriga var inte helt okontroversiell, exempelvis lyftes möjligheten för unga att använda sig av internet för att ta del av materialet gratis. Vilket medförde att man, lite populistiskt kanske, helt enkelt undantog internet från förbudet. Åldersgränsen ska med andra ord endast gälla försäljningen av fysiska vuxenmangaböcker.  
Censur av könsorgan är obligatoriska i Japan sedan en tid tillbaka, det är olagligt att sprida eller visa pornografi där könsorganen inte är censurerade. I samma land säger man sig göra skillnad på pornografi och erotik, man menar att det är lagligt att sälja och sprida erotik, som man menar alltid är censurerad. När det är straffbart att göra detsamma med pornografi, där könsorganen då konsekvent aldrig är censurerade i ren juridisk mening.  
Det ska fortfarande vara okej att inneha en mindre mängd ocensurerad pornografi samt står det klart att det är okej att betrakta materialet privat, exempelvis över internet. På Japans internet har man heller inte någon som helst restriktion på vilken mängd ocensurerat material som man får ta del av. Ett möjligt undantag skulle vara om sökmotorer är tvingade till att censurera sina resultat men det ska ännu inte vara något som man lagstiftat om utan mer ett frivilligt drag från sökmotorerna själva. Det är heller inte alla sökmotorer som censurerar för den japanska befolkningen. Anledningen till att man inte får inneha vilken mängd ocensurerad pornografi i fysisk form som helst är att det finns risk att man i så fall kan börja sälja materialet, något myndigheterna i Japan vill förhindra på grund av "offentlig moral", lite försvenskat uttryckt.   

#### Indien
Djurpornografi och barnpornografi är olagligt i Indien. Landet blockerar även en större mängd andra sajter (som Theporndude och XVideos) som inte innehåller olaglig pornografi. Förutom pornografiskt innehåll som majoriteten av den demokratiska västvärlden skulle klassificera som vanlig blockeras även ett trettiotal andra webbsidor som inte ska innehålla något tvivelaktigt material. Observera nu att pornografi är lagligt i Indien och att Pornhubs tredje största marknad finns i Indien. Samma land rankar normalt sett på femte plats när det kommer till dagliga besökare på Pornhub. När Indiens regering beslutade att blockera de här webbplatserna blev det ramaskri på sociala medier och som en protestaktion publicerades guider online på hur man skulle ta sig förbi den till synes godtyckliga blockeringen av webbsidor. Till och med instruktioner på engelska publicerades för att kringgå censuren. Den indiska regeringen själva säger att de tänker göra allt som står i deras makt för att hindra människor från att komma åt pornografiskt material och planerar att lansera en ombudsman som ska se över IT-lösningarna i landet för ändamålet. Kritiker menar att det pågår en censurering av internet i Indien och jämför vad som händer i landet med bland annat talibanstyre. Enligt Igadgets World (IGW) återkom blockeringen av webbplatserna under Coronapandemin år 2020 vilket betydde att indiska medborgare hindrades från att besöka ett antal webbplatser, bland annat Vimeo.